# Алі аль-Карадагі
Шейх Алі аль-Карадагі (нар. 1949 року в регіоні Карадаг, провінція Сулейманія, Іракський Курдистан, Ірак) — впливовий сунітський вчений, фахівець з шаріату, фікгу, ісламської економіки. Є професором юриспруденції на факультеті шаріату й вивчення ісламу в університеті Катару в Досі, має катарське громадянство.

## Біографія
Алі аль-Карадагі є генеральним секретарем заснованого в Дубліні Міжнародного союзу мусульманських вчених (IUMS) (нині штаб-квартира розташовується в Досі, столиці Катару, президент організації — шейх Юсеф Аль-Карадаві). Крім того, він обіймає посаду віцепрезидента Всесвітньої асамблеї зі зближення ісламських мазхабів у місті Тегеран і є членом багатьох інших ісламських організацій, серед яких Міжнародна Ісламська Академія фікгу, Організація ісламського співробітництва, Європейська рада з фетв та досліджень. Він також засновник і президент заснованої 1988 року Ісламської ліги Курдистану, президент опікунської ради в Університеті розвитку людства Сулейманії.
Шейх аль-Карадаг є головою шаріатської наглядової ради Національного банку Катару (QFB) та членом шаріатських наглядових рад інших банків, серед яких Ісламський банк Катару, Ісламський банк Дубая, Ісламський банк Дохи, Ісламська страхова компанія Катару, інвестиційна компанія Перської затоки й Аль-Ахлі Банк.
Почав вивчати шаріат в  університеті Багдада, а потім в університеті аль-Азгар в місті Каїр отримав докторський ступінь. Він автор численних праць з ісламської економіки та юриспруденції. Є лауреатом численних нагород і відзнак і членом численних порад, комітетів і спілок.

## Відео
- Sh. Ali Al-Qaradaghi «The ethical reference in the dealing between the ruler & the ruled in Islam» — youtube.com